# آه كين إکسوك
آه كين إکسوك (بالإنجليزية: Ah Kin Xoc)‏ إله الشعر في الديانة المايانية في أمريكا الوسطى، ويعتبرونه الموسيقار العظيم والمغني الأول؛ ولهذا كانت هذه الشعوب تتغنی بالشعر وهي ترقص. وكثيرًا ما يظهر هذا الإله في صورة الطائر المغرد، وفي بعض الأساطير أنه تجسيد لإله الشمس.